# 尤里卡鎮區 (愛荷華州亞代爾縣)
尤里卡鎮區（英語：Eureka Township）是位於美國愛荷華州亞代爾縣的一個行政鎮區。

## 地方資料
根據2010年美國人口普查的數據，尤里卡鎮區的面積為92.19平方千米，當中陸地面積為92.06平方千米，而水域面積為0.13平方千米。當地共有人口88人，而人口密度為每平方千米0.95人。